# 贾姆卡恩迪
贾姆卡恩迪（Jamkhandi），是印度卡纳塔克邦Bagalkot县的一个城镇。总人口57887（2001年）。

## 人口
该地2001年总人口57887人，其中男性29214人，女性28673人；0—6岁人口8227人，其中男4303人，女3924人；识字率59.73%，其中男性为66.85%，女性为52.48%。